# Pape M'Bow
Pape M'Bow (Guédiawaye, Senegal, 22 de mayo de 1985), futbolista senegalés. Juega de defensa y su actual equipo es el RE Virton. 

## Selección nacional
Ha sido internacional con la Selección de fútbol de Senegal Sub-23.

## Clubes
| Club                  | País    | Año       |
| --------------------- | ------- | --------- |
| Olympique de Marsella | Francia | 2007-2013 |
| AS Cannes (cedido)    | Francia | 2009      |
| AC Ajaccio (cedido)   | Francia | 2010-2011 |
| AS Cannes (cedido)    | Francia | 2011      |
| RAEC Mons (cedido)    | Bélgica | 2011-2012 |
| Amiens SC (cedido)    | Francia | 2013      |
| Panthrakikos FC       | Grecia  | 2013-2015 |
| Atromitos FC          | Grecia  | 2015-2016 |
| US Créteil            | Francia | 2016-2018 |
| RE Virton             | Bélgica | 2018-Act. |

## Palmarés

### Campeonatos nacionales
| Título                     | Club                  | País    | Año     |
| -------------------------- | --------------------- | ------- | ------- |
| Ligue 1                    | Olympique de Marsella | Francia | 2009/10 |
| Copa de la Liga de Francia | Olympique de Marsella | Francia | 2009/10 |